# Мікайла Мендес
Міка́йла Ме́ндес (ісп. Mikayla Mendez; нар. 29 серпня 1980 року, Бербанк, Каліфорнія, США) — колишня американська порноакторка.

## Порноіндустрія
Потрапила в порноіндустрію 2003 року у віці 23 років і відтоді знялася в понад 180 фільмах. Має мексиканські корені.
До підписання контракту з Wicked Pictures 2008 року виступала під ім'ям Мікайла.
2009 року покинула порноіндустрію з особистих причин.

## Нагороди
- 2010 AVN Award — Найкраща сцена групового сексу — 2040[5]